# 忌宮神社
忌宮神社（いみのみやじんじゃ）は、山口県下関市にある神社。長府（城下町エリア）のほぼ中心に位置し、仲哀天皇が熊襲平定の際に滞在した行宮である豊浦宮の跡とされる。

## 概要

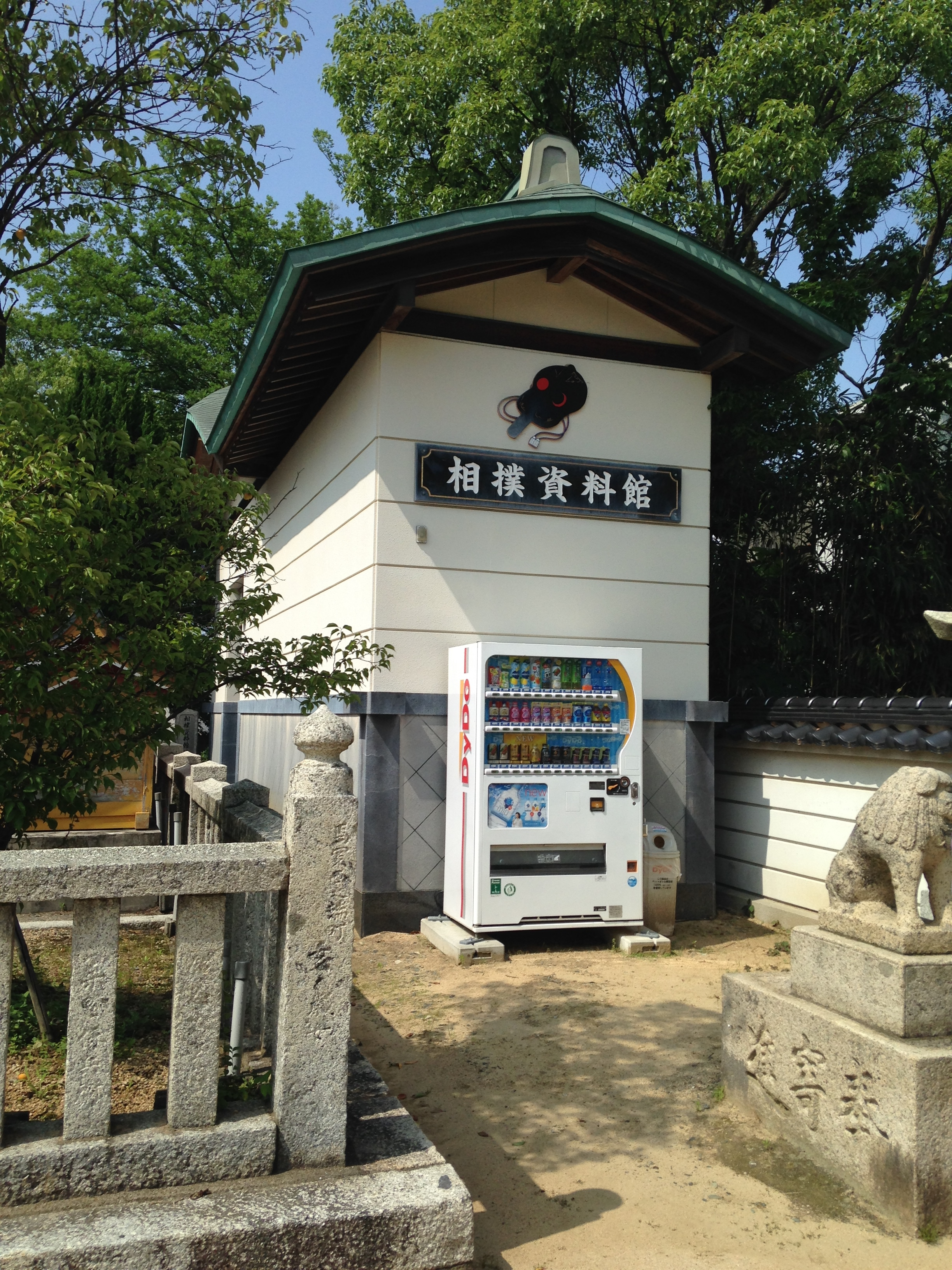
相撲資料館

式内社で、旧社格は国幣小社。長門国二宮とされ、現在は神社本庁の別表神社である。飛地境内として国の天然記念物満珠島干珠島を有している。
また、魁傑將晃が現役時代、荒熊稲荷神社で九州場所の必勝祈願を行い優勝したことが縁となり、毎年11月3日の三日相撲に合わせて参拝する。荒熊稲荷神社脇には相撲資料館が併設され魁傑や大乃国康（現：芝田山）の化粧まわしや優勝杯、大銀杏などが展示されている。

## 祭神
- 本殿 第一殿：仲哀天皇、第二殿：神功皇后、第三殿：応神天皇

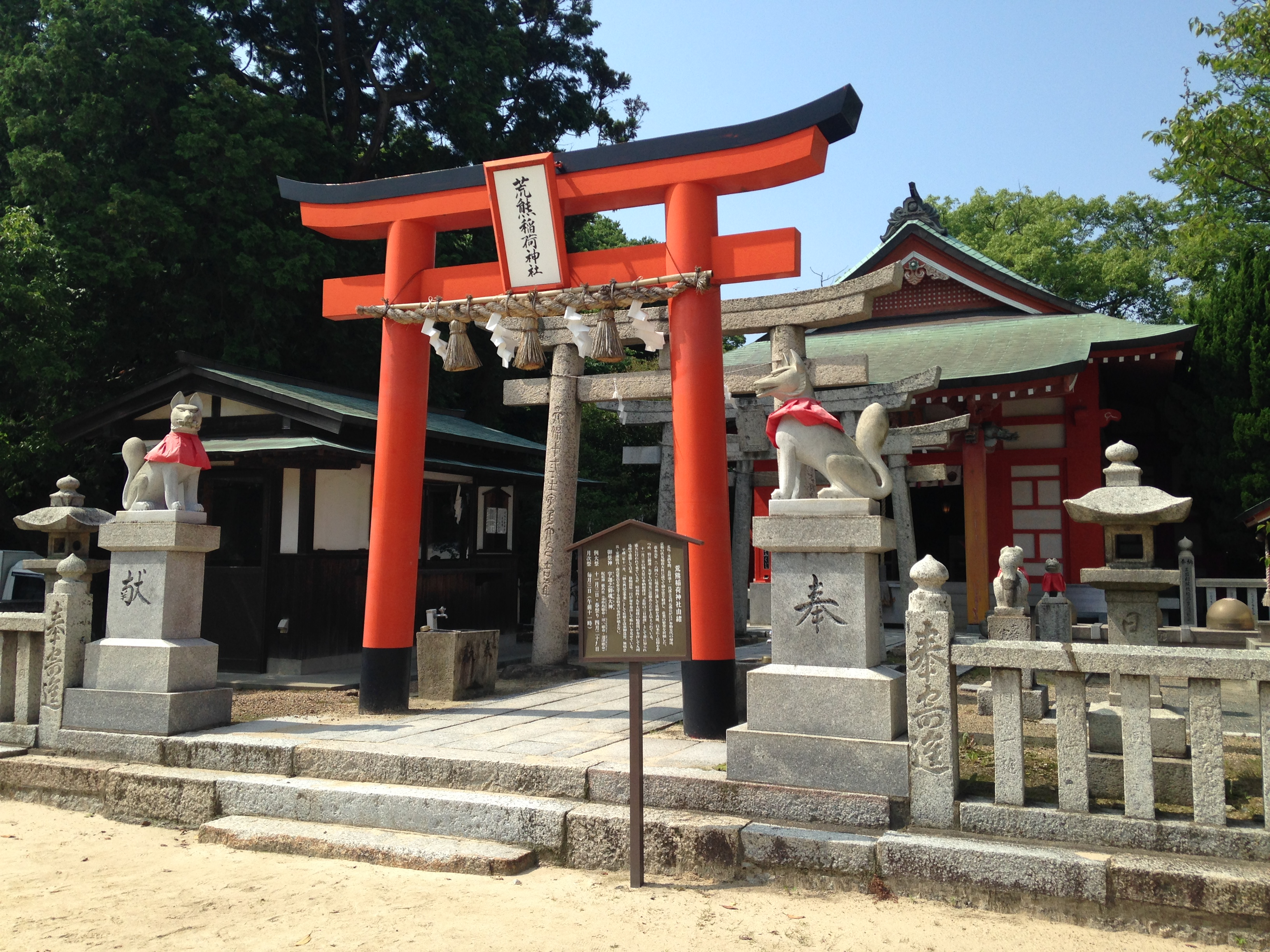
荒熊稲荷神社

## 別宮・摂末社
- 若宮社：仁徳天皇
- 高良社：地主大神・武内宿禰
- 八坂神社：素戔男尊をはじめ42柱（神社合祀のため）
- 荒熊稲荷神社：宇迦之御魂神・宗像三女神
- 惣社宮：天神地祇
- 守宮司神社：応神天皇

## 歴史
仲哀天皇元年（192年）に熊襲の征討に訪れ、仲哀天皇2年（193年）に行宮豊浦宮を建てられた。三代実録によれば、仲哀天皇4年（195年）に秦の始皇11代の孫功満王（こまおう）が渡来して日本に住みつき、珍しい宝物である蚕（かいこ）の卵を奉献したとされ、豊浦宮（現在の忌宮神社）が蚕種渡来の地とされる。
仲哀天皇8年（199年）に天照大神と住吉三神による託宣を疑ったため筑紫の香椎で亡くなった仲哀天皇を、神功皇后が三韓征伐からの帰途、豊浦宮の跡に祀ったのに始まると伝える。聖武天皇の時代に神功皇后・応神天皇を奉斎して、仲哀天皇を祀る神殿を「豊浦宮」、神功皇后を祀る神殿を「忌宮」、応神天皇を祀る神殿を「豊明宮」と称し、三殿別立となっていた。中世に、火災により全て「忌宮」に合祀したことから「忌宮」と呼ばれるようになった。延喜式神名帳では「長門国豊浦郡 忌宮神社」と記載され、小社に列している。
延元元年（1336年）、足利尊氏が忌宮神社で戦勝祈願を行い延元2年（1337年）に法楽和歌を奉納する。長府毛利家の厚い庇護を受け、境内社として歴代藩主を祀る豊功神社も置かれた（現在は長府海岸近くの宮崎八幡宮と合祀され豊功神社として祀られている）。古来、文武の神・勝運の神として歴朝の尊崇厚く、また安産の神として庶民の信仰を受けてきた。

## 年中行事
- 奉射祭 - 1月15日
- 蚕種祭 - 3月28日
- 島祭 - 4月2日
- 春季大祭 - 5月15日（最寄りの日曜日）
- 夏越祭 - 7月14日 - 16日
- 数方庭祭 - 8月7日 - 13日まで毎夜
- 秋季大祭 - 10月15日（最寄りの日曜日）
- 三日相撲 - 11月3日
- 御斎神事 - 12月7日夕 - 15日暁
- 例祭 - 12月15日

## 特殊神事
数方庭祭（すほうていさい）
8月7日から13日まで7夜に渡って行われる祭である。
数方庭の期間の毎夜男子は幟、女子は切籠と呼ぶ灯籠を吊した笹竹を持って、鉦・太鼓に和して鬼石のまわりを踊り舞う。このように一見変わった祭りのため「天下の奇祭」と呼ばれる。
仲哀天皇7年、新羅の塵輪（じんりん）の扇動で熊襲が豊浦宮を襲撃したが、仲哀天皇自ら弓矢を取って塵輪を討ち、熊襲を撃退した。戦勝を祝い、塵輪の屍体を囲んで踊ったのが数方庭の起源であると伝える。石見神楽など、各地方に伝わる神楽舞には「塵輪」という演目があるが、本伝説が基といわれる。一説では塵倫は巨大な怪鳥であったともいわれ数方庭祭を斎行しなかった年に長府の空を大きな鳥の影が飛び疫病が流行った。
塵倫の祟りだと考えた神社、また長府の町民が7日間数方庭祭を続けたところ疫病が治まったことから一週間祭りを行うとも、神功皇后が7日7夜の間、忌籠りされて天地の神々に戦勝を祈願されたという伝説、仲哀天皇の追悼の為、7日間喪に服したことからなど諸説ある。この7日間は後述の御斎神事期間の由来と同様とされる。
「すほうてい」は他に「スホーデン」「スッポウディ」などと呼ばれ、「数方庭」の他にも「数宝庭」「数方勢」などの当て字がある。朝鮮半島の「ソッティ」「スサルティ」など音が似ている語との関連も研究されている。
境内中心の鬼石のまわりを男は幟、女は切り籠と呼ばれる笹飾りを持って舞う、幟は最大30m、100kgにもなり修練が必要となる。もとは戦勝祈願と同時に敵の大将である塵倫や戦で命を落とした者への慰霊・供養の祭であったと言われるが数方庭が数宝庭と書かれたことや様々な信仰が混じり合い、現在は五穀豊穣、子孫繁栄、厄難退除、先祖供養などの祭となっている。

御斎神事（おいみしんじ）
例祭は12月15日である。その前の12月7日夕刻から15日暁までは「御斎祭（おいみさい）」として、境内に注連縄を張り巡らし、一般の人の参拝をできないようにし、神職も境内の外へ出ないという厳重な物忌みが行われる。御斎神事中は深夜に様々な秘祭が行われる。この間、神職は風呂に入れず、髭も剃れない。また、日々の食事も制限され粥と漬け物、お湯だけで過ごし、15日暁の忌明けと同時に身を清め、例祭に備える。神事の開始を告げる境外摂社守宮司神社での板神楽神事を始め、御衣・御神宝調製、三朝神事、全神職の海中潔斎、御衣・御神宝奉納の御祭が主な祭である。長門一の宮である住吉荒魂本宮でも概ね同様の神事が行われる。
16日の夕刻には御斎神事と例祭の無事終了の報告を守宮司神社で行い後烏神事と呼ばれ、忌宮神社を上位の神職から出立し、後烏神事後は下位の神職から忌宮神社へ帰社する。帰社の際、惣社町の町民が囃歌と共に見送る。

## 文化財
重要文化財
- 刀 無銘（伝則宗）折り紙付き
- 太刀 銘備州長船盛光 応永廿三年八月日
- 豊浦宮法楽和歌 (足利尊氏奉納)
- 忌宮神社文書 28巻3冊（372通）・忌宮神社境内絵図1幅（附:忌宮神社記録2巻12冊）

県指定文化財
- 狩野芳崖奉納の絵馬

市指定文化財
- 能面・狂言面

## 関連図書
- 安津素彦・梅田義彦編集兼監修者『神道辞典』神社新報社、1968年、11頁
- 白井永二・土岐昌訓編集『神社辞典』東京堂出版、1979年、46頁
- 上山春平他『日本「神社」総覧』新人物往来社、1992年、248-249頁